# Veronica blockiana
Veronica blockiana är en grobladsväxtart som först beskrevs av Trávn., och fick sitt nu gällande namn av Albach. Veronica blockiana ingår i släktet veronikor, och familjen grobladsväxter. Inga underarter finns listade i Catalogue of Life.